# MBenes
 (avril 2024).
La mise en forme du texte ne suit pas les recommandations de Wikipédia : il faut le « wikifier ».
Les points d'amélioration suivants sont les cas les plus fréquents :
- Les titres sont pré-formatés par le logiciel. Ils ne sont ni en capitales, ni en gras.
- Le texte ne doit pas être écrit en capitales (les noms de famille non plus), ni en gras, ni en italique, ni en « petit »…
- Le gras n'est utilisé que pour surligner le titre de l'article dans l'introduction, une seule fois.
- L'italique est rarement utilisé : mots en langue étrangère, titres d'œuvres, noms de bateaux, etc.
- Les citations ne sont pas en italique mais en corps de texte normal. Elles sont entourées par des guillemets français : « et ».
- Les listes à puces sont à éviter, des paragraphes rédigés étant largement préférés. Les tableaux sont à réserver à la présentation de données structurées (résultats, etc.).
- Les appels de note de bas de page (petits chiffres en exposant, introduits par l'outil «  Source ») sont à placer entre la fin de phrase et le point final[comme ça].
- Les liens internes (vers d'autres articles de Wikipédia) sont à choisir avec parcimonie. Créez des liens vers des articles approfondissant le sujet. Les termes génériques sans rapport avec le sujet sont à éviter, ainsi que les répétitions de liens vers un même terme.
- Les liens externes sont à placer uniquement dans une section « Liens externes », à la fin de l'article. Ces liens sont à choisir avec parcimonie suivant les règles définies. Si un lien sert de source à l'article, son insertion dans le texte est à faire par les notes de bas de page.
- La présentation des références doit suivre les conventions bibliographiques. Il est recommandé d'utiliser les modèles {{Ouvrage}}, {{Chapitre}}, {{Article}}, {{Lien web}} et/ou {{Bibliographie}}. Le mode d'édition visuel peut mettre en forme automatiquement les références.
- Insérer une infobox (cadre d'informations à droite) n'est pas obligatoire pour parachever la mise en page.

Pour une aide détaillée, merci de consulter Aide:Wikification.
Si vous pensez que ces points ont été résolus, vous pouvez retirer ce bandeau et améliorer la mise en forme d'un autre article.
Les MBenes sont une nouvelle famille de métaux de transition bidimensionnels analogues au graphène. Ils ont été mentionnés pour la première fois en octobre 2017 et suscitent de plus en plus d'intérêt dans les domaines des nanomatériaux, de la physique et de la chimie. La formule générale des MBenes est MnB2n-2, où : M est un métal de transition, avec n allant de 2 à 4 et B correspondant à l'atome de bore. Les MBenes ont des structures de type sandwich, avec des couches d'atomes de métal de transition et de bore alternées, la couche la plus externe étant un métal de transition. Ces composés bidimensionnels présentent un potentiel prometteur en raison de leur conductivité électrique exceptionnelle, de la richesse de leur chimie de surface et de leur stabilité exceptionnelle. En outre, les MBenes ont une activité catalytique et des propriétés optiques et thermiques supérieures à celles des MXenes.

## Synthèse et structure
En général, les MXenes sont obtenus en éliminant sélectivement la couche atomique A dans la phase MAX à l'aide d'acide fluorhydrique ou d'une solution acide de sels de fluorure. Les phases MAX peuvent être décrites par une formule Mn+1AXn , où n = 1,2,3… M représente un métal de transition, A est un élément principalement des groupes 13 ou 14, et X représente le carbone et/ou l'azote. De la même façon, les MBenes sont dérivés des MAB (Métal-Aluminium-Bore), ils sont obtenus en éliminant les couches d’aluminium des MAB. Les phases MAB sont constituées de couches atomiques de métaux de transition et de bore (M-B) entrelacées avec des couches d’atomes d’aluminium (A) mono- ou bilatérales. Le métal de transition (M) dans les phases MAB peut varier, tandis que l’aluminium (A) est généralement présent en raison de ses propriétés chimiques et sa capacité à former des liaisons avec d'autres éléments. Il apporte une stabilité  à ces structures en  2D notamment concernant les espèces suivantes : MAB, M2AB2, M3AB4 ou M4AB6. Par ailleurs, ces phases présentent une structure cristalline avec différents arrangements atomiques (cf. tableau 1). Ainsi, vous trouverez donc dans le tableau suivant différentes structures de MBenes, accompagnées de leur groupe ponctuel de symétrie.
| Structure | Type            | Groupe ponctuel de symétrie | Exemples de MBenes        |
| MB        | β-MoB-type      | Cmmm                        | CrB, MnB, ZrB             |
| M3B4      | Ta3B4-type      | Immm                        | Ta3B4, Cr3B4, Nb3B4, V3B4 |
| M2B3      | V2B3/Cr4B6-type | Cmcm                        | V2B3 , Cr4B6              |

Les MBenes sont obtenus à l’aide d’un acide, l'acide chlorhydrique HCl dilué est souvent utilisé, ou d’une base, généralement l'hydroxyde de sodium NaOH. S'ensuit un processus de délamination permettant l’arrangement spécial en sandwich typique des MBenes. Le lien M-A est un lien métallique, donc faible, tandis que le lien M-B possède des propriétés covalentes/métalliques/ioniques, il s’agit donc d’un lien plus fort. L’exploitation de ces différentes forces de liaison permet d’éliminer la couche A et d'ainsi créer des MBenes en 2D. Certains MBenes ont été synthétisés de manière satisfaisante grâce à cette méthode. Par exemple, la gravure chimique de MoAlB par une solution de NaOH à température ambiante pendant 24 heures permet d’éliminer sélectivement les atomes d’aluminium, la couche externe présentant des atomes de molybdène Mo. De la même manière, la gravure chimique de Cr2AlB2 par une solution de HCl dilué à température ambiante et pendant 6 heures permet d’obtenir CrB. Une deuxième méthode de synthèse des MBenes consiste à utiliser de la poudre et de la fragmenter par un procédé solvothermale pour obtenir une nanostructure spécifique. Pour réaliser la gravure, deux réactifs sont alors nécessaires : CH3COOH et H2O2. L’ensemble est chauffé à 160 °C pendant 2 heures dans un réacteur à micro-ondes, lavé puis traité à l'acide hyaluronique. Le TiB est un Mbene 2D stable qui  possède une voie de synthèse bien à lui à partir du Ti2InB2. Celui-ci est placé dans un tube en quartz et sous vide. Pour permettre une séparation optimale des métaux de l’alliage, il faut être à 1 050 °C pendant 6 jours. Les résidus d'aluminium stabilisent alors les MBenes par oxydation. À ce stade, les MBenes avec l’aluminium, subissent une oxydation qui va partiellement éliminer les atomes d’aluminium. Ainsi, nous obtenons des MBenes stables partiellement oxydés contenant des résidus d’aluminium. Ces résidus stabilisent la structure en accordéon de certains MBenes (MoB par exemple).

## Propriétés

### Conductivité élevée et caractère métallique
La présence du niveau de Fermi et d’électrons dans la bande de conduction des h-MBenes (MBenes en conformation hexagonale), causent le caractère métallique intrinsèque des MBenes. Grâce à ce caractère métallique et donc à une délocalisation importante des électrons, les MBenes possèdent une excellente conductivité électrique, un caractère intéressant pour les différentes applications citées dans la prochaine grande partie,,.

### Propriété mécanique
Les MBenes sont des matériaux bidimensionnels avec une structure plane et sont donc minces. Néanmoins, ils présentent tout de même une rigidité et une élasticité assez importante malgré tout. De plus, leur module de Young est très élevé. Ils sont donc robustes et capables de supporter des contraintes mécaniques assez importantes.
Une différence dans ces caractéristiques sont tout de même notables parmi les MBenes eux-mêmes. Les MBenes peuvent être fonctionnalisés en ajoutant certains groupements chimiques comme de l’oxygène, du fluor ou des groupements hydroxyles. L’ajout de ces groupements modifie donc les interactions entre les atomes composant le MBenes. Cette fonctionnalisation leur permet alors une meilleure rigidité et une meilleure élasticité que leurs homologues vierges.

### Catalyse
Du fait de leur petite taille et de leur structure 2D, les MBenes possèdent une grande surface spécifique et un nombre élevé de sites actifs disponibles. Ces sites actifs sont des emplacements où les réactions chimiques peuvent se produire. Ainsi, les MBenes pourraient être très utiles en catalyse comme pour la réaction de réduction du CO2 en CH4.

### Propriétés magnétiques
Les h-MBenes h-MnB, h-TiB, h-CrB et h-VB sont des MBenes qui présentent un caractère antiferromagnétique. Les spins des électrons sont donc antiparallèles et annulent l’aimantation du matériau. D’autres MBenes comme le MnB présentent quant à eux un caractère ferromagnétique. Les moments magnétiques des atomes sont alors alignés dans la même direction, entraînant l’aimantation du matériau.

## Applications potentielles

### Stockage d’énergie
Les MBenes sont des matériaux prometteurs pour les batteries Li-ion, offrant une structure favorable à l’intercalation des ions lithium, essentielle pour le stockage et la libération d’énergie. Leur stabilité chimique contribue à la durabilité et à la sécurité des batteries. Avec une capacité gravimétrique théorique élevée, les MBenes pourraient permettre la création de batteries plus légères et à densité d’énergie accrue. Leur conductivité électrique assure un transport efficace des électrons durant les cycles de charge et de décharge, et supportent des taux de charge et de décharge élevés, ce qui est bénéfique pour les applications exigeant une recharge rapide ou une libération d’énergie immédiate.
Ces propriétés font des MBenes un candidat idéal pour améliorer les performances des batteries Li-ion, en particulier en termes de capacité, de vitesse de charge et de sécurité.

### Supercondensateur
Les matériaux des supercondensateurs présentent en général plusieurs défauts tels que : leurs faibles capacités spécifiques lorsqu’ils sont faits de carbone, ou encore que les oxydes aient une perte rapide de leurs capacités de cycles de charge-décharge répétés. Comme les MBenes sont très stables, ce qui est important pour les matériaux des supercondensateurs, ils peuvent alors résister à de nombreux cycles de charge et de décharge sans perdre en performance, contrairement aux oxydes.
De plus, ils sont intéressants car les nanofeuillets à base de bore pourraient être plus performants que le graphène et ses dérivés, grâce à leur faible poids moléculaire et leur nature métallique.

### Électro-catalyseurs

#### Réaction de réduction de l’azote (NRR)
La réduction de l’azote (N2) alimentée par de l’électricité renouvelable, est considérée comme une solution prometteuse pour le stockage et le transport d’énergie verte. Ce processus, connu sous le nom de cycle N2/NH3, pourrait révolutionner la manière dont nous produisons et utilisons l’énergie. Cependant, les catalyseurs couramment utilisés dans cette réaction, le fer et le ruthénium, sont limités par la réaction concurrente de production d’hydrogène (HER). Grâce à sa faible valence et à ses orbitales p, partiellement occupées, le bore offre une multitude de sites actifs pour la fixation et la réduction de N2.
Les MBenes, sont très stables en solution aqueuse en conditions normales et présentent une sélectivité notable pour la NRR par rapport à la réaction secondaire HER. Ces caractéristiques font de ces MBenes des candidats prometteurs comme nouveaux catalyseurs pour les applications énergétiques.

#### Réaction de production d’hydrogène (HER)
L’activité des MBenes est liée à la teneur en bore, une diminution de cette dernière réduit l’activité HER. En effet, la concentration en bore dans les matériaux permet de contrôler leur réactivité face à deux réactions concurrentes. Certains MBenes, comme ZrBO, MoBO et Nb2BO2, ont une énergie libre de Gibbs d’adsorption proche de 0 eV, indiquant leur potentiel en tant que catalyseurs électrochimiques pour la réaction de HER.
Les MBenes, avec leurs structures similaires au graphène, leurs propriétés électroniques, leur grande surface spécifique et leurs propriétés mécaniques fiables, sont des catalyseurs prometteurs pour la production d’hydrogène.